# Live Peace in Toronto 1969
| 전문가 평가      | 전문가 평가 |
| 평가 점수        | 평가 점수   |
| 출처             | 점수        |
| ---------------- | ----------- |
| AllMusic         | [ 1 ]       |
| Robert Christgau | C           |
| MusicHound       | 3/5         |
| Paste            | [ 4 ]       |

《Live Peace in Toronto 1969》은 플라스틱 오노 밴드에 의해 발표된 라이브 음반이다. 1969년 12월에 애플 레코드를 통해 발표되었다.

## 배경
《Live Peace in Toronto 1969》는 1969년 9월 13일 캐나다 온타리오주 토론토에서 열린 로큰롤 리바이벌 페스티발에서의 플라스틱 오노 밴드 라이브 연주 음원이 수록된 음반이다. 존 레논과 요코 오코, 그리고 클라우스 부어만, 앨런 화이트, 에릭 클랩튼이 플라스틱 오노 밴드로서 함께 참여하고 있다.
리허설 시간은 전혀 잡혀있지 않은 까닭에, 회장으로 향하는 비행기 안에서 멤버들은 아는 노래를 찾아 연주하며 리허설을 했다. 오리지널 곡이 아닌 커버 곡 들이 절반을 차지하는 것은 그 이유 때문이다. 그러나 <Cold Turkey>는 초연으로, 몇 주 후 에릭과 함께 같은 스튜디오에서 작업하게 될 곡이었다. 앨런에 따르면, 런던에서 이동하는 전날 존에게 전화가 왔고 "얼마 전 네 연주를 보았다. 내일 이동해서 캐나다에서 라이브를 하는 것이지만, 내 밴드에 참여해 줄 거지? "라고 물었다고 한다. 앨런 본인은 아직 자신이 세미 프로라고 생각했기 때문에 누군가 존이라고 속이고 장난 전화를 하는 것 아닌가? 생각하면서 히스로 공항의 VIP 라운지에 가 보았는데, 그곳에 실제로 존과 에릭이 기다리고 있었다고 한다. 토론토로 향하는 기내에서 존과 에릭은  기타를 연주, 앨런은 드럼 스틱으로 좌석의 등받이를 두드리며 리허설을 했다.

## 발매 및 여파
영국과 미국에서 같은 날 발표된 이 음반은 영국에서는 차트에 오르지 못했지만 미국에서는 최고 차트 10위를 기록했다. 영국과 미국의 초판 LP에는 존의 《그 자신의 이야기》, 《일하는 스페인 사람》, 요코의 《그레이프 프루트》로부터의 사진, 시 및 노래가 포함된 1970년 달력이 제공되었다. 이 음반은 1995년에 쿼드 레코딩의 로브 스티븐스의 도움으로 요코의 감독 하에 리믹스 과정을 거쳐 CD화되어 재발매되었고, 함께 제공되는 달력도 1995년 판으로 업데이트되었다. 미국의 캐피틀 레코드는 존과 요코의 전위 음반 들이 상업적으로 실패하자, 이 음반의 발매도 처음에는 주저했었다. 존의 사망 이후 이 음반은 7개의 다른 존의 음반과 함께 1981년 6월 15일에 영국에서 발매된 박스 세트의 일부로 EMI에 의해 재발매되었다. 1982년에는 미국에서도 캐피틀 레코드에 의해 재발매되었고, 1986년에 또 한번 같은 레이블로 미국에서 재발매되었다.

## 트랙 목록
Side one
1. "Blue Suede Shoes" (칼 퍼킨스) – 3:50
2. "Money (That's What I Want)" (제니 브래드포드, 베리 고드) – 3:25
3. "Dizzy, Miss Lizzy" (래리 윌리암스) – 3:24
4. "Yer Blues" (존 레논, 폴 매카트니) – 4:12
5. "Cold Turkey" (존 레논) – 3:34
6. "Give Peace a Chance" (존 레논, 폴 매카트니) – 3:41

Side two
1. "Don't Worry Kyoko (Mummy's Only Looking for Her Hand in the Snow)" (요코 오노) – 4:48
2. "John John (Let's Hope for Peace)" (요코 오노) – 12:38

## 참여
- 존 레논 — 리드 보컬, 리듬 기타
- 요코 오노 — 보컬
- 에릭 클랩튼 — 리드 기타, 백킹 보컬
- 클라우스 부어만 — 베이스
- 앨런 화이트 — 드럼
- 킴 파울리 — 소개말
- 조지 마리노 — 마스터링  가주